# Скарбниця Атрея

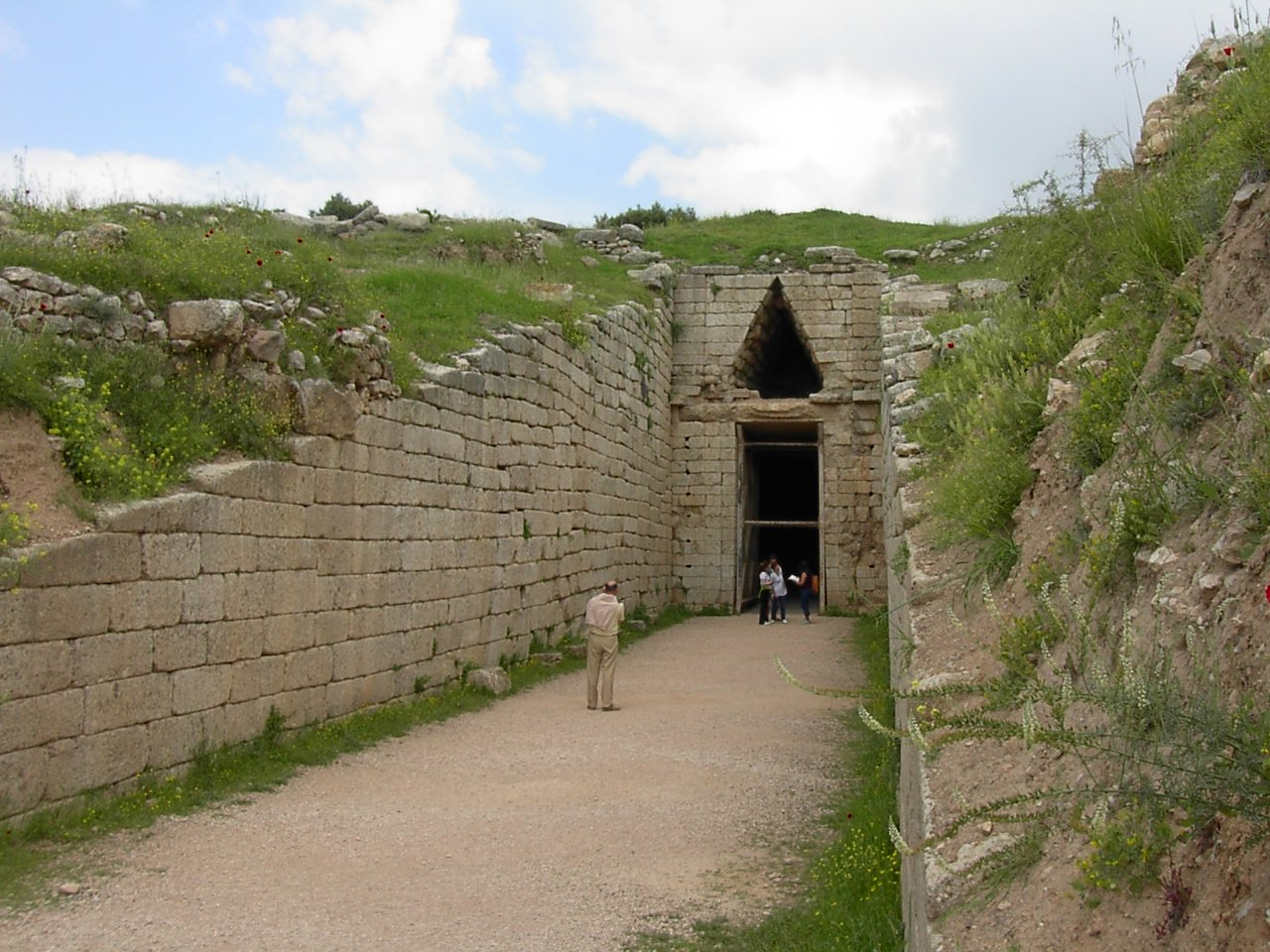
Дромос Гробниці Атрея

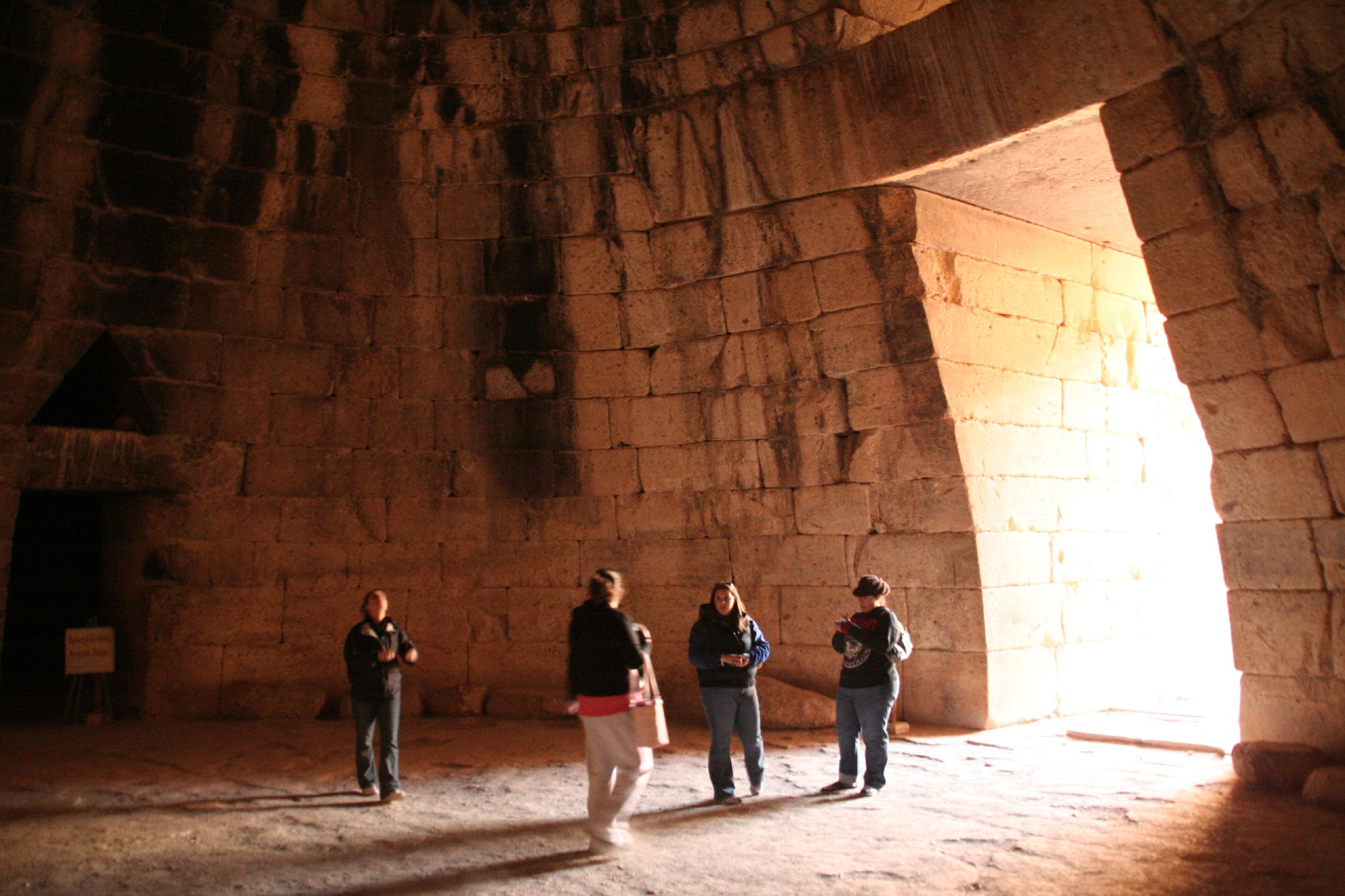
Внутрішнє приміщення Гробниці

Скарбниця Атрея, або Гробниця Атрея, застаріла назва Гробниця Агамемнона — умовна назва великої гробниці вуликового типу («толоса») в Мікенах на пагорбі Панагіца, спорудженої близько 1250 року до н. е. 1879 року Генріх Шліман досліджував дану гробницю разом з іншими похованнями мікенського акрополя.

## Характеристика
Кам'яна перемичка над входом важить 120 тонн. Час, впродовж якого використовувалася гробниця, невідомий, хоча вона згадується у Павсанія. Ймовірно, в гробниці зберігалися залишки правителя, який завершив спорудження мікенської фортеці, або одного з його наступників. Форма гробниці нагадує форму інших толосів східного Середземномор'я, виявлених, у тому числі, і в околицях Мікен. Однак за своєю монументальністю і грандіозністю Скарбниця Атрея — один з найважливіших монументів мікенської цивілізації.

### Архітектура

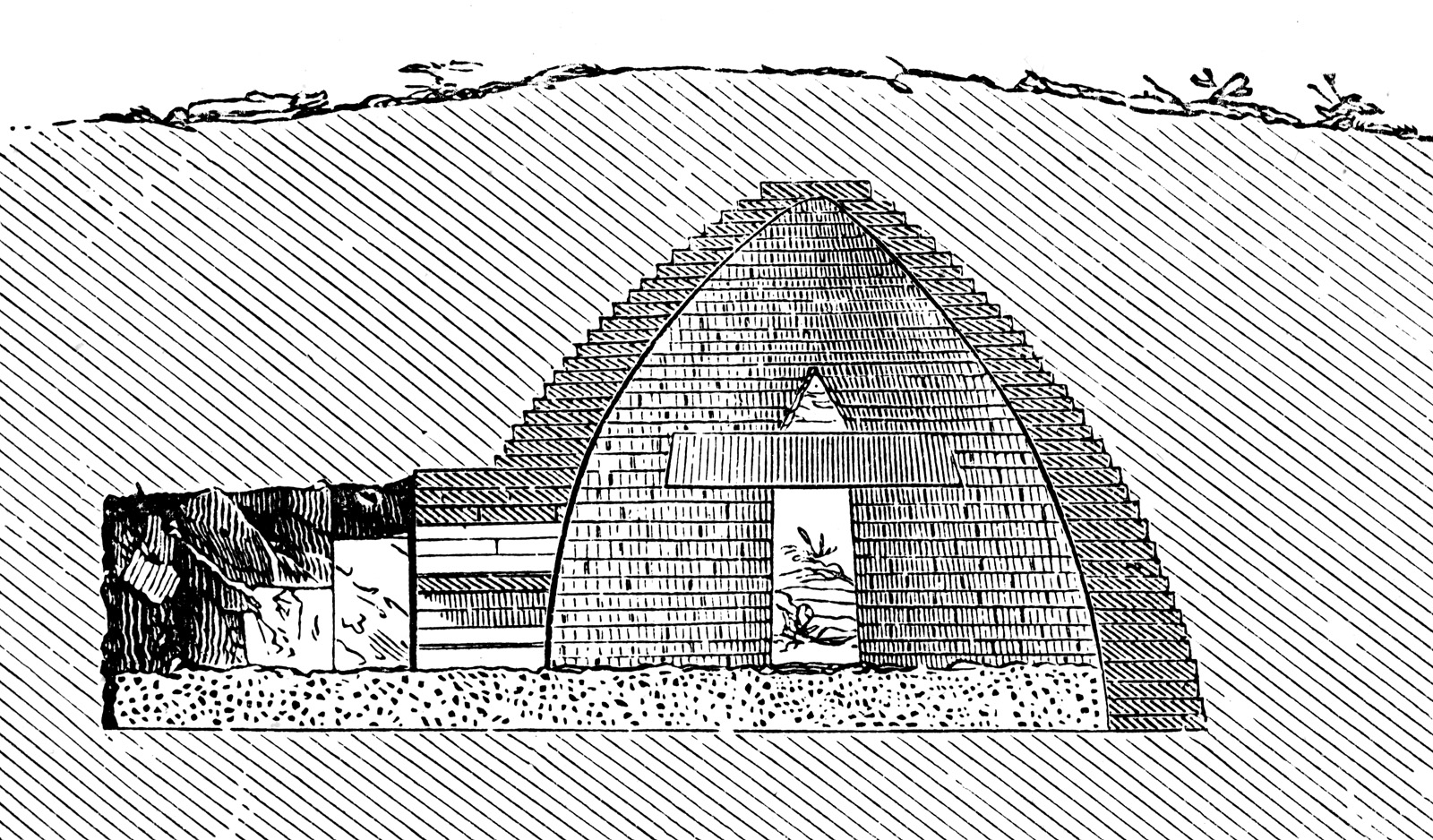
Гробниця Атрея в розрізі

За плануванням гробниця являла собою кругле напівпідземне приміщення зі склепінчастою аркою. Внутрішня висота становить 13,5 м, а діаметр 14,5 м, завдяки чому гробниця була найбільшою купольною спорудою свого часу аж до спорудження Храму Меркурія в Байях і Римського пантеону.
Вхід в толос йшов через похилику залу без даху, так званий дромос, завдовжки 36 метрів, стіни якого викладені методом сухої кладки. Короткий коридор вів з толосу в поховальну камеру всередині пагорба, яка мала майже кубічну форму.